# 愛の心をキャンバスに
『愛の心をキャンバスに』（あいのこころをキャンバスに）は、小室しげ子による日本の漫画作品。
『なかよし』（講談社）にて1980年2月号に連載された。

## 書誌情報
- 愛の心をキャンバスに、初版発行日1980年8月5日
  - 愛の歌をきかせて／野をわたる風のように（なかよしデラックス1979年）／四角関係恋ラララ